# フィアレス (駆逐艦)
|          | |
| 艦歴     | |
| 発注     | |
| 起工     | 1933年3月17日 |
| 進水     | 1934年5月12日 |
| 就役     | 1934年12月22日 |
| 退役     | |
| その後   | 1941年7月23日、被雷後処分 |
| 除籍     | |
| 性能諸元 | |
| 排水量   | 基準：1,405トン、満載：1,940トン                                                                                                   |
| 全長     | 329 ft (100.3 m) o/a |
| 全幅     | 33 ft 3 in (10.1 m) |
| 吃水     | 10 ft 8 in (3.3 m) |
| 機関     | アドミラリティ・ボイラー3基 パーソンズ蒸気タービン2基 2軸推進、36,000 shp                                                          |
| 最大速力 | 35.5ノット (65.7 km/h) |
| 乗員     | 145名 |
| 兵装     | 120mm(4.7 in)単装砲 4基 ヴィッカース 0.5インチ4連装機銃 2基 0.303インチ単装機銃 5挺 533mm（21 in）4連装魚雷発射管 2基 爆雷軌条 2軌 |

フィアレス (HMS Fearless, H67) はイギリス海軍の駆逐艦。F級。

## 艦歴
キャメル・レアード社で建造。1933年3月17日起工。1934年5月12日進水。1934年12月22日就役。
1940年4月15日、ノルウェーへ向かう兵員輸送船団の護衛中に、ドイツ潜水艦が存在するとの情報に基づき駆逐艦「ブレイズン」、トローラー「アメシスト」と共に捜索に従事。「フィアレス」はヴォーグスフィヨルド内でドイツ潜水艦「U49」を発見して爆雷攻撃を実施。「U49」は浮上後「ブレイズン」の攻撃を受けて沈没した。
1941年7月後半、西からマルタへ船団を送るサブスタンス作戦に参加。7月21日、H部隊の一隻として巡洋戦艦「レナウン」や空母「アーク・ロイヤル」などと共にジブラルタルより出撃した。7月23日、サルデーニャ島より来襲したイタリア軍のサヴォイア・マルケッティ SM.79雷撃機のうち3機が接近して雷撃に成功し、「フィアレス」と軽巡洋艦「マンチェスター」にそれぞれ魚雷1本を命中させた。一方、「フィアレス」に魚雷を命中させたSM.79は、その対空砲火により撃墜された。「フィアレス」は航行不能となり、舵は取り舵の状態で動かず、発生した火災は消火不能で自然鎮火には5時間かかるものと思われた。火災がひどいことや曳航のために駆逐艦を割くことは適切ではないとの判断から処分が命じられ、「フィアレス」は駆逐艦「フォレスター」の魚雷で沈められた。「フォレスター」に収容された後に死亡したものも含め、「フィアレス」乗員は25名が死亡した。